# 1927

## Събития
- 13 февруари – Въстанието в Португалия е потушено.
- 29 ноември – Александър Алехин, руски и френски шахматист, става IV световен шампион по шахмат.

## Родени
- Димитър Кондовски, художник, критик и педагог († 1994 г.)
- 1 януари – Морис Бежар, френски балетист и хореограф († 2007 г.)
- 4 януари – Жак Моше Авдала, български сценограф и живописец († 2000 г.)
- 17 януари – Ърта Кит, американска актриса († 2008 г.)
- 23 януари – Давид Попов, български футболист († 2011 г.)
- 30 януари – Улоф Палме, шведски политик († 1986 г.)
- 31 януари – Ацо Караманов, македонски поет и партизанин († 1944 г.)
- 1 февруари – Христо Недков, български музикант († 2010 г.)
- 10 февруари – Яков Линд, австрийско-английски писател († 2007 г.)
- 16 февруари – Костадин Благоев, български футболист
- 17 февруари – Леон Даниел, български режисьор († 2008 г.)
- 20 февруари – Сидни Поатие, американски актьор († 2022 г.)
- 22 февруари – Флоренцио Кампоманес, филипински шахматист († 2010 г.)
- 1 март
  - Димитър Панделиев, български писател († 1994 г.)
  - Хари Белафонте, американски музикант († 2023 г.)
- 6 март – Габриел Гарсия Маркес, колумбийски писател, Нобелов лауреат през 1982 г. († 2014 г.)
- 16 март – Владимир Комаров, руски космонавт († 1967 г.)
- 21 март – Ханс-Дитрих Геншер, германски политик († 2016 г.)
- 22 март
  - Люба Колчакова, българска балерина († 2012 г.)
  - Николай Соколов, български поет († 1994 г.)
- 24 март – Мартин Валзер, немски писател († 2023 г.)
- 27 март – Мстислав Ростропович, руски музикант и диригент († 1997 г.)
- 30 март – Иван Радоев, български писател († 1994 г.)
- 2 април – Ференц Пушкаш, унгарски футболист и треньор († 2006 г.)
- 7 април – Мерсия Макдермот, английска писателка († 2023 г.)
- 10 април – Луиджи Алва, перуански оперен певец
- 13 април – Морис Роне, френски режисьор и актьор († 1983 г.)
- 15 април – Тодор Бечиров, български футболист и съдия († 2010 г.)
- 16 април – Бенедикт XVI, римокатолически папа (2005 – 2013) († 2022 г.)
- 18 април – Самюъл Хънтингтън, американски социолог († 2008 г.)
- 22 април – Христо Пелитев, български писател и журналист († 2012 г.)
- 25 април – Албер Юдерзо, френски художник († 2020 г.)
- 27 април – Тодор Панайотов, български художник († 1989 г.)
- 1 май – Валтер Цеман, австрийски футболист († 1991 г.)
- 3 май – Юрий Тухаринов, съветски офицер († 1998 г.)
- 21 май – Томас Сеговия, мексикански писател († 2011 г.)
- 22 май – Лени Вълкова, българска джаз-певица
- 24 май – Клод Аб, френски футболист-вратар († 2008 г.)
- 25 май – Робърт Лъдлъм, американски писател († 2001 г.)
- 1 юни – Жана Костуркова, българска художничка († 2010 г.)
- 4 юни – Владимир Гиновски, български скулптор († 2014 г.)
- 5 юни – Калина Тасева, българска художничка († 2022 г.)
- 10 юни – Ласло Кубала, унгарски футболист и треньор († 2002 г.)
- 18 юни – Симеон Пиронков, български композитор († 2000 г.)
- 20 юни – Вячеслав Котьоночкин, руски режисьор († 2000 г.)
- 24 юни – Мартин Пърл, американски физик, лауреат на Нобелова награда за физика през 1995 г. († 2014 г.)
- 26 юни – Димитър Попов, български политик, общественик, министър-председател († 2015 г.)
- 28 юни – Христо Контев, български ентомолог († 2019 г.)
- 5 юли – Валтер Матиас Дигелман, швейцарски писател († 1979 г.)
- 6 юли – Джанет Лий, американска актриса († 2004 г.)
- 10 юли – Паул Вюр, немски писател († 2016 г.)
- 11 юли – Херберт Бломщед, шведско-американски диригент
- 19 юли – Георги Найденов, български банкер († 1998 г.)
- 20 юли – Матилда Караджиу Мариоцяну, румънски лингвист († 2009 г.)
- 24 юли – Минко Балкански, български учен
- 28 юли – Джон Ашбъри, американски поет († 2017 г.)
- 9 август – Робърт Шоу, британски актьор († 1978 г.)
- 18 август – Розалин Картър, първа дама на САЩ (1977 – 1981) († 2023 г.)
- 23 август – Диана Баумринд, американски психолог († 2018 г.)
- 30 август – Найден Вълчев, български писател
- 4 септември – Джон Маккарти, американски информатик и когнитивен изследовател († 2011 г.)
- 13 септември – Дзанис Дзанетакис, гръцки политик († 2010 г.)
- 15 септември – Стефан Продев, български писател, есеист и публицист († 2001 г.)
- 16 септември – Питър Фолк, американски актьор († 2011 г.)
- 21 септември
  - Борислав Стоев, български художник-илюстратор († 2017 г.)
  - Христо Андонов - Полянски, югославски историк († 1985 г.)
- 25 септември – Колин Дейвис, британски диригент († 2013 г.)
- 2 октомври – Никола Клюсев, министър-председател на Република Македония († 2008 г.)
- 13 октомври – Тургут Йозал, турски политик († 1993 г.)
- 16 октомври – Гюнтер Грас, немски писател, лауреат на Нобелова награда за литература през 1999 г. († 2015 г.)
- 17 октомври – Димитър Минчев, български футболист († 2004 г.)
- 20 октомври – Оскар Пастиор, немски поет († 2006 г.)
- 23 октомври – Лешек Колаковски, полски философ († 2009 г.)
- 24 октомври – Рафаел Анхел Барето Кастильо, венецуелски дипломат
- 31 октомври – Ернст Аугустин, немски писател († 2019 г.)
- 5 ноември – Златка Дъбова, българска художничка († 1997 г.)
- 23 ноември – Анджело Содано, декан на кардиналската колегия († 2022 г.)
- 24 ноември – Моско Москов, български езиковед († 2001 г.)
- 25 ноември – Джон Кули, американски журналист († 2008 г.)
- 27 ноември – Карлош Жозе Кастильо, бразилски футболист († 1987 г.)
- 6 декември – Никола Рударов, български режисьор и актьор († 2010 г.)
- 12 декември – Робърт Нойс, американски предприемач († 1990 г.)
- 16 декември – Рандал Гарет, американски писател († 1987 г.)
- 18 декември – Джаклин Брискин, американска писателка († 2014 г.)
- 25 декември – Любен Дилов, български писател († 2008 г.)
- 25 декември
  - Герхард Холц-Баумерт, немски писател († 1996 г.)
  - Рам Нараян‎, индийски музикант
- 31 декември – Свами Вишнудевананда, индийски гуру († 1993 г.)
- неизвестна дата – Кръстьо Чакъров, български футболист († 1999 г.)

## Починали
- Константин Дамянов, български просветен деец
- Никола Рибаров, български военен деец
- Никола Христов – Неговански, български революционер
- Отмар Пурчер, австрийски офталмолог
- Христо Тодоров, български политик
- 11 януари – Екатерина Златарева, българска актриса
- 24 януари – Василий Доростолски и Червенски, български духовник
- 25 януари – Иван Милев, български художник (р. 1897 г.)
- 16 януари – Йован Цвиич, сръбски географ и учен (р. 1865 г.)
- 2 февруари – Петър Иванов, български просветен деец
- 12 февруари – Атанас Илиев, български просветен деец
- 16 февруари – Йонас Басанавичус, литовски общественик
- 21 февруари – Тодор Шишманов (р. 1857 г.), български търговец и политик, кмет на Ески Джумая / Търговище[1]
- 26 февруари – Херман Обрист, швейцарски художник (р. 1862 г.)
- 5 март – Кръстю Маринов, български военен деец
- 24 март – Елизавета Маврикиевна, Велика руска княгиня
- 3 април – Васил Попов, български анархист
- 12 май – Вилхелм Томсен, датски езиковед (р. 1842 г.)
- 28 май – Борис Кустодиев, руски художник
- 14 юни – Джеръм К. Джеръм, английски писател (р. 1859 г.)
- 25 юни – Боян Пенев, български филолог (р. 1882 г.)
- 5 юли – Албрехт Косел,
- 20 юли – Фердинанд I, румънски крал
- 3 август – Стоян Михайловски, български писател (р. 1856 г.)
- 9 август – Сава Мирков, български военен лекар
- 13 август – Атанас Тинтеров, български математик
- 31 август – Андраник Озанян, арменски генерал
- 14 септември
  - Айседора Дънкан,
  - Хуго Бал, немски поет и драматург
- 29 септември – Вилем Ейнтховен, нидерландски физиолог, лауреат на Нобелова награда за физиология или медицина през 1924 г. (р. 1860 г.)
- 2 октомври – Сванте Август Арениус, шведски химик, лауреат на Нобелова награда за химия през 1903 г. (р. 1859 г.)
- 10 октомври – Ипократ Развигоров, български революционер
- 14 октомври – Пантелей Киселов, български военен деец
- 31 октомври – Джеймс Кваст, холандско-немски пианист
- 1 декември – Аврам Аврамов, български военен деец
- 6 декември – Ефрем Каранов, български фолклорист
- 13 декември – Елън Мария Стоун, американска мисионерка
- неизвестна дата – Алексей Апостол, финландски диригент от български произход (р. 1866 г.)

## Нобелови награди
- Физика – Артър Холи Комптън, Чарлз Уилсън
- Химия – Хайнрих Виланд
- Физиология или медицина – Юлиус Вагнер-Яурег
- Литература – Анри Бергсон
- Мир – Фердинан Бюисон, Лудвиг Квиде

Вижте също:
- календара за тази година